# 格雷索尼亞 (阿肯色州)
格雷索尼亞（英語：Graysonia）是位於美國阿肯色州克拉克縣的一個非建制地區。該地的面積和人口皆未知。

## 地理
格雷索尼亞的座標為34°07′37″N 93°26′24″W / 34.12694°N 93.44000°W，而該地的平均海拔高度為106米（即348英尺）。